# Reggenza di Madiun
La reggenza di Madiun (in indonesiano: Kabupaten Madiun) è una reggenza dell'Indonesia, situata nella provincia di Giava Orientale.